# Tsjaoenbaai
De Tsjaoenbaai (Russisch: Чаунская губа; Tsjaoenskaja goeba) is een baai in het zuiden van de Oost-Siberische Zee (in het noordoosten van de Noordelijke IJszee) in het noordwesten van het noordoostelijke autonome district Tsjoekotka van het Russische Verre Oosten. In de monding van de baai ligt het eiland Ajon, dat de baai voor een deel afsluit van de zee. De baai is verbonden met de Oost-Siberische Zee door de westelijke nauwe Kleine-Tsjaoenstraat en de oostelijke brede Centrale- of Midden-Tsjaoenstraat. De baai heeft een lengte van 150 kilometer, een breedte van 100 kilometer en een diepte tot 25 meter. De oostelijke oever wordt gekenmerkt door enig reliëf, terwijl de westelijke oever bestaat uit een lagerliggend gebied.
In de baai monden vele kleine rivieren uit, waaronder de Tsjaoen. De baai is het grootste deel van het jaar bevroren. In de korte lente en zomer wordt het oude ijs naar de monding gedrukt, waar het onderdeel wordt van het Ajon-ijsmassief.
Aan de noordoostelijke oever ligt het havenstadje Pevek.